# Andrei Gerea
Andrei Gerea, né le 8 septembre 1968 à Bucarest, est un homme politique roumain, membre de l'Alliance des libéraux et démocrates (ALDE).